# Insurekcja warszawska

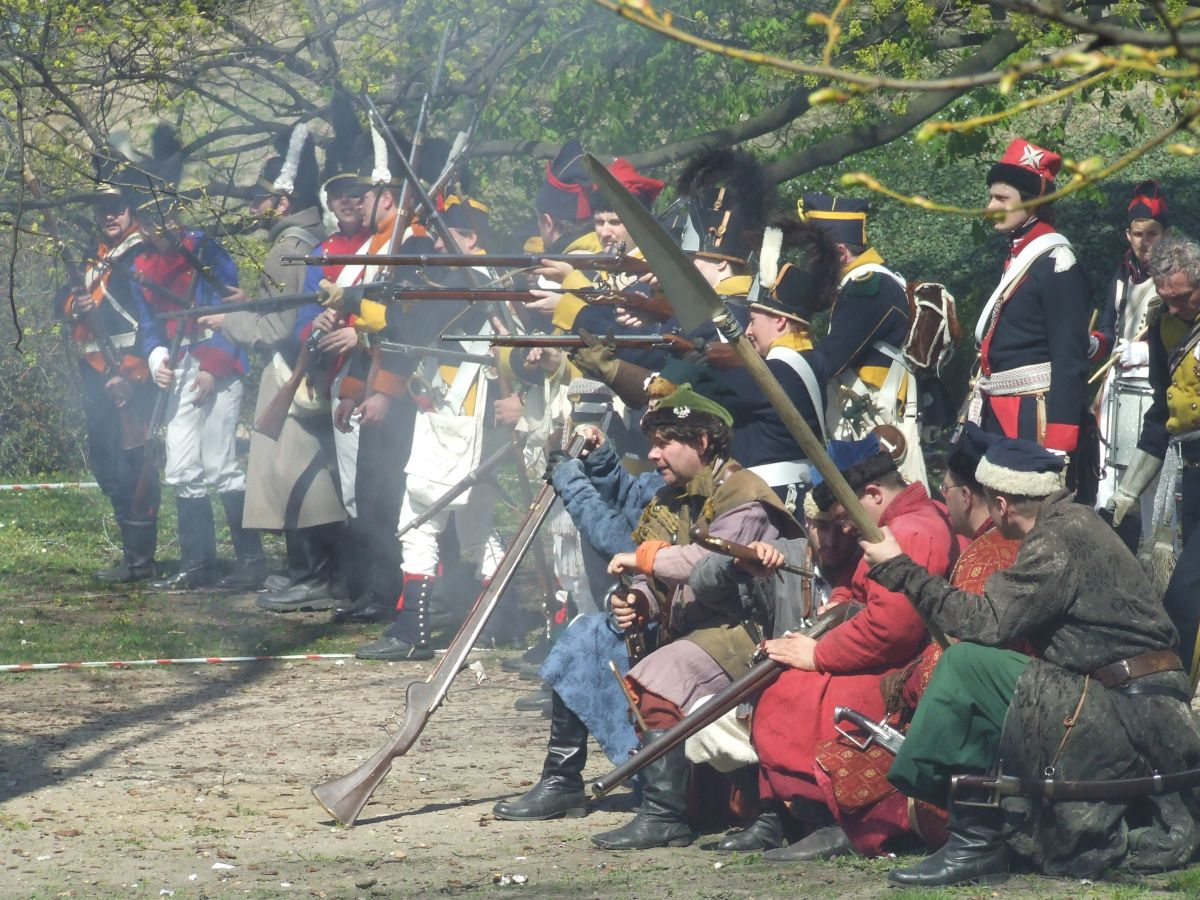
Rekonstrukcja historyczna walk podczas insurekcji w Ogrodzie Saskim w 2007 roku

Insurekcja warszawska, także powstanie warszawskie 1794 roku – zbrojne powstanie armii koronnej i mieszkańców Warszawy przeciwko okupacyjnemu garnizonowi rosyjskiemu w czasie insurekcji kościuszkowskiej. Jego celem było przejęcie kontroli nad miastem z rąk Imperium Rosyjskiego. Rozpoczęło się 17 kwietnia 1794, wkrótce po tym, jak do stolicy dotarła wieść o zwycięstwie Tadeusza Kościuszki w bitwie pod Racławicami.
Ignacy Józef Działyński oraz wysłannik Kościuszki Tomasz Maruszewski pracowali nad przygotowaniem powstania w Warszawie od końca 1793 roku. Udało im się przekonać do tej idei większość stacjonujących jeszcze w mieście jednostek regularnej armii polskiej, w walkach wzięła także udział znaczna liczba cywilów zrzeszonych w rozmaitych milicjach.
Walki uliczne, które początkowo toczyły się tylko na jednej ulicy na zachodnich obrzeżach warszawskiej Starówki, w ciągu kilku godzin objęły całe miasto. Mimo znacznej przewagi liczebnej i technicznej, rosyjski garnizon został zaskoczony przez rozwój wypadków. Uzbrojone w broń zdobytą w Arsenale Królewskim regularne jednostki armii koronnej i ochotnicze milicje już w pierwszych godzinach powstania zdołały rozproszyć wojska carskie.
Część rosyjskich oddziałów próbowała wyrwać się z miasta już na początku walk i poniosła przy tym znaczne straty, inne znalazły się w okrążeniu w odosobnionych miejscach rozsianych po całej Warszawie, ostrzeliwane ze wszystkich stron. Jeszcze innym udało się wyrwać na Powązki, pod osłonę stacjonujących tam jednostek pruskiej kawalerii. Większość wojsk rosyjskich pozostała jednak uwięziona w mieście, gdzie w izolowanych punktach oporu Rosjanie bronili się jeszcze do 19 kwietnia.
Insurekcja uznawana jest za największy sukces militarny powstania kościuszkowskiego; polskie zwycięstwo umożliwiło objęcie nim całego kraju. Do rosyjskiej klęski przyczyniło się wiele czynników. Igelström wysyłając część podległych sobie wojsk na spotkanie Kościuszki świadomie zredukował rosyjski garnizon Warszawy. Ponadto nieumiejętnie rozmieścił pozostałe oddziały, przez co Polakom udało się je odseparować od siebie nawzajem i pokonać jeden po drugim. Już od pierwszych chwil insurekcji Polakom sprzyjała też cywilna ludność miasta, a gdy Rosjanom nie udało się zabezpieczyć Arsenału i obrońcy wydali broń cywilom, wojska Igelströma zaczęły być ostrzeliwane w całym mieście.

## Preludium
Po II rozbiorze wojska pruskie i rosyjskie stacjonowały na terytorium – de iure wciąż niezależnej – Rzeczypospolitej, w zasadzie bez przerwy. Okupacja i związane z nią ciężary przyczyniły się do dalszego osłabienia ekonomicznego kraju, ale także do radykalizacji nastrojów w miastach, szczególnie w Warszawie. Znaczenie miała także postępująca pauperyzacja ludności spowodowana rządami Targowicy i polityką celną Królestwa Prus. Faktycznie wpływy obcych dworów na polskim dworze królewskim – często uosabiane przez postać rosyjskiego ambasadora Nikołaja Repnina – rosły od wielu lat, jednak dopiero rozbiory Polski doprowadziły do tego, że fakt ten zaczął budzić sprzeciw nie tylko części szlachty i władz, ale też pozostałych stanów polskiego społeczeństwa.
Po przegranej przez Rzeczpospolitą wojnie polsko-rosyjskiej 1792 roku Rada Nieustająca została zmuszona do wprowadzenia reformy wojskowej odwracającej wcześniejsze plany sejmu czteroletniego. Zgodnie z planami przegłosowanymi przez tzw. sejm grodzieński liczebność armii miała zmniejszyć się o przeszło połowę, do 15.449. Pod naciskiem targowiczan istniejące jednostki zostały rozsiane po całym kraju, by nigdzie nie miały przewagi nad stacjonującymi w Polsce wojskami rosyjskimi. Artylerię polską rozbrojono, a jej działa przekazano do Arsenału Królewskiego. W chwili wybuchu powstania znalazło się w nim ok. 60 dział i przeszło 15.000 karabinów. Rozpoczęto również redukcję etatów w większości jednostek; zdemobilizowani żołnierze mieli zasilić szeregi armii Rosji i Prus, a część jednostek na ziemiach przejętych przez Rosję na mocy rozbioru przeszła pod komendę rosyjską w całości.
Redukcji wojska sprzeciwiało się wielu oficerów, którzy w tajemnicy magazynowali broń i zaopatrzenie z likwidowanych jednostek w magazynach rozmieszczonych przede wszystkim na terenie Warszawy.
Na wieść o proklamacji Kościuszki na krakowskim rynku (24 marca) i o jego zwycięstwie pod Racławicami (4 kwietnia), napięcie w Warszawie gwałtownie wzrosło. Polski król Stanisław August Poniatowski sprzeciwiał się insurekcji Kościuszki i 2 kwietnia wraz z członkami Rady Nieustającej wydał proklamację potępiającą ją. Wysłał także Józefa Ankwicza oraz hetmana wielkiego koronnego Piotra Ożarowskiego, najwyższego poza królem dowódcę wojskowego Rzeczypospolitej, do Osipa Igelströma, rosyjskiego ambasadora i dowódcy wszystkich rosyjskich wojsk okupacyjnych na terytorium Polski. Przedłożyli oni propozycję wspólnej ewakuacji wojsk rosyjskich i lojalnych wobec króla wojsk polskich do obozu wojskowego w Nowym Dworze Mazowieckim. Tam król, jego dwór, a także przywódcy konfederacji targowickiej i członkowie frakcji rosyjskiej mogliby w spokoju oczekiwać na rozwój wypadków i opadnięcie fali niepokojów w stolicy.

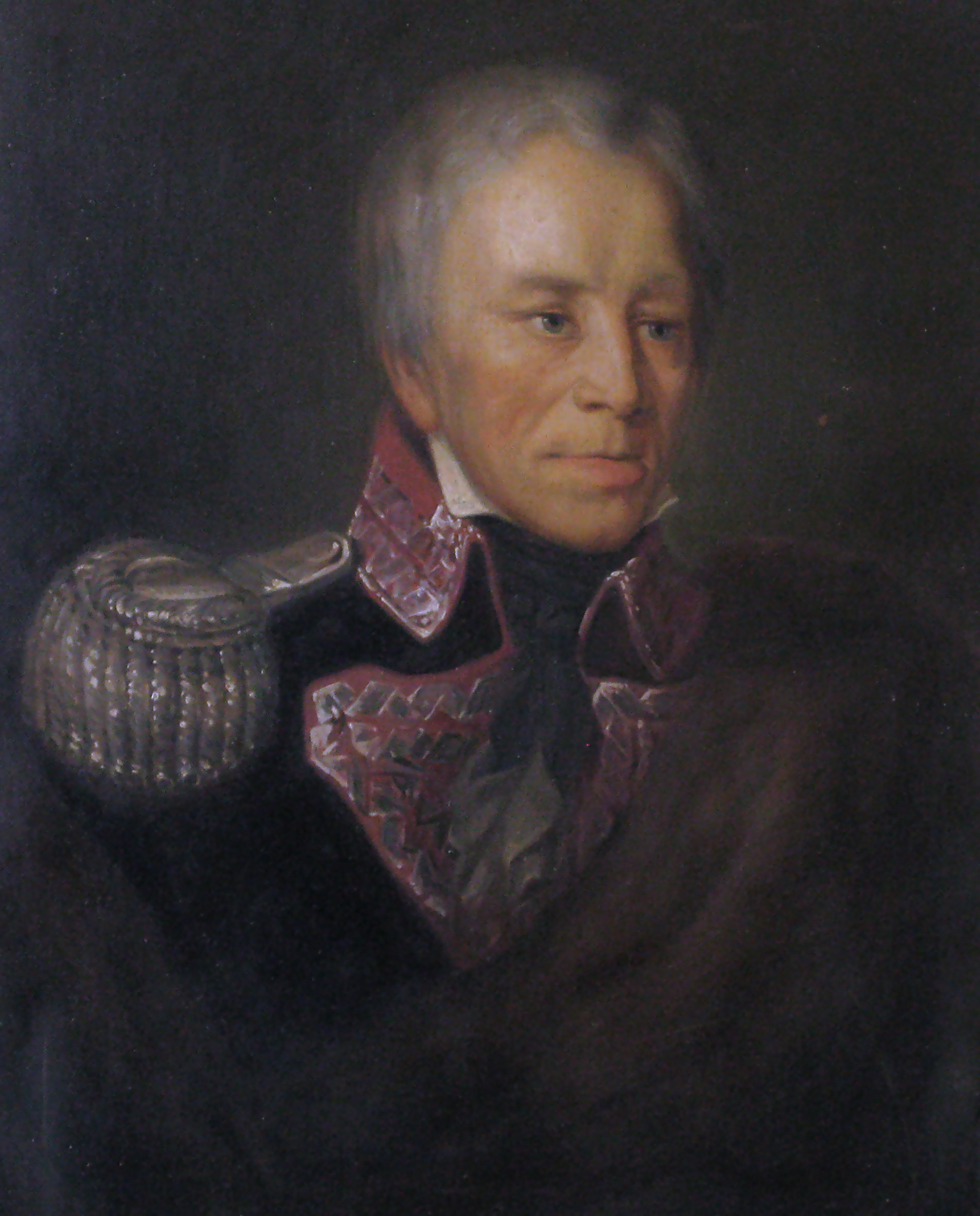
W pierwszym dniu walk głównodowodzącym całością sił polskich w Warszawie został generał Stanisław Mokronowski. Anonimowy portret XIX-wieczny ze zbiorów Muzeum Pałacu Króla Jana III w Wilanowie

Igelström odrzucił propozycję i oświadczył, że nie widzi powodu, by wojska rosyjskie miały opuszczać Warszawę. Posłał za to korpus gen. Aleksandra Chruszczowa w celu przechwycenia wojsk Kościuszki i powstrzymania ich przed zbliżeniem się do stolicy. Zarządził także wzmożoną inwigilację potencjalnych zwolenników Kościuszki i wprowadził cenzurę całej korespondencji pocztowej wjeżdżającej lub opuszczającej miasto. Wydał także polecenie aresztowania osób podejrzewanych o jakiekolwiek związki z powstańcami. Wśród aresztowanych miały znaleźć się także osoby wysoko postawione, m.in. generałowie Antoni Józef Madaliński, Kazimierz Nestor Sapieha i Ignacy Józef Działyński, a także szambelan królewski Jan Walenty Węgierski, marszałek sejmu Stanisław Małachowski, Ignacy i Stanisław Kostka Potoccy oraz Hugo Kołłątaj. Jednocześnie siły rosyjskie pozostałe w mieście rozpoczęły przygotowania do prewencyjnego rozbrojenia słabej polskiej załogi Warszawy. Kluczem miało być przejęcie Arsenału Królewskiego przy ulicy Miodowej. Rosyjskie próby przeciwdziałania wybuchowi spodziewanego powstania w mieście nie tylko nie przyniosły rezultatu, ale wręcz zaogniły jeszcze atmosferę, bowiem doniesiono o nich polskim przywódcom.
Na wszelki wypadek oddziały rosyjskie rozpoczęły także przygotowania do rozwiązania siłowego: garnizon miał zająć najważniejsze budynki w mieście i utrzymać je do czasu nadciągnięcia posiłków z Rosji, lub też ze strony innych jednostek carskich stacjonujących w Polsce. Generał Johann Jakob Pistor rozkazał, by prewencyjnie otoczyć koszary potencjalnie nielojalnych polskich jednostek wojskowych i rozbroić je, zarządził także przejęcie Arsenału by uniemożliwić ewentualnym powstańcom zdobycie broni. Znany ze swoich prorosyjskich sympatii biskup Józef Kossakowski zasugerował wręcz, by do wyłapania wywrotowców wykorzystać uroczystości wielkosobotnie, przypadające w tym roku na 19 kwietnia: wojska rosyjskie miały otoczyć kościoły i wyłapać wszystkich wichrzycieli wychodzących z mszy.

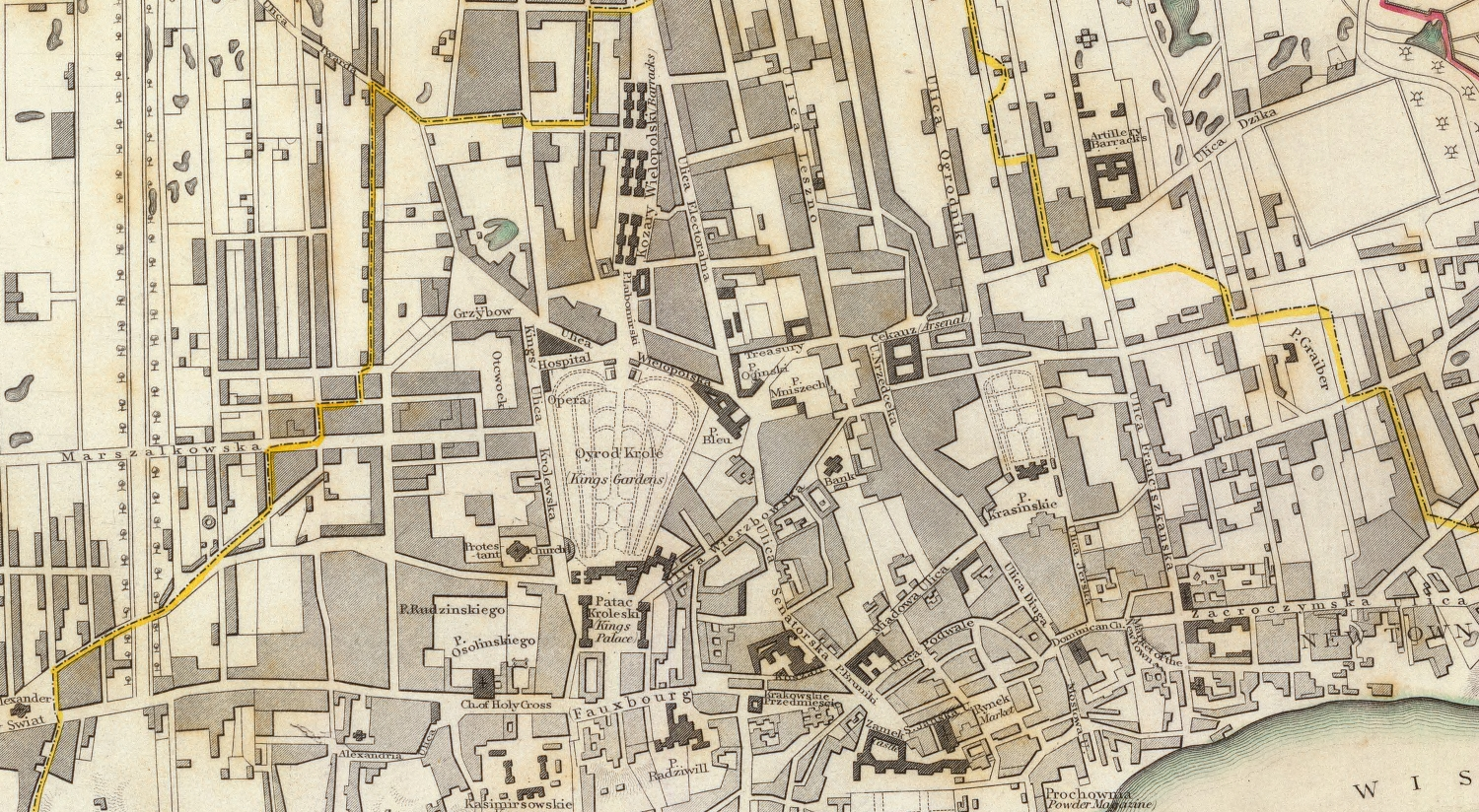
Śródmieście Warszawy na planie miasta z 1831 roku. Plan obejmuje rejon pomiędzy dzisiejszymi Alejami Jerozolimskimi (po lewej) a Nowym Miastem (po prawej). Reprodukcja całego tzw. planu Nicholsona dostępna jest w serwisie Wikimedia Commons

Strona polska także szykowała się do przyszłej walki, choć osłabiło ją aresztowanie części przywódców. Równolegle przygotowania do uderzenia na rosyjską obsadę miasta czynili zarówno radykalni jakobini polscy, jak i bardziej umiarkowani członkowie obozu reformatorskiego, dawniej skupionego wokół osoby króla Stanisława Augusta. W mieście działali też stronnicy Kościuszki, przede wszystkim Tomasz Maruszewski, jego wysłannik, który przybył do Warszawy z misją przygotowania zbrojnego powstania. Maruszewski stworzył w tym celu Związek Rewolucyjny będący porozumieniem kilku wcześniej istniejących kół dążących do wypchnięcia Rosjan z kraju. Wśród członków związku znalazło się wielu wysoko postawionych dowódców polskich wojsk stacjonujących w Warszawie, w tym Michał Chomentowski, generał Krystian Godfryd Deybel de Hammerau, majorowie Józef Górski, Józef Zeydlitz, Wojciech Greffen, kapitanowie Stanisław Kosmowski, Fryderyk Melfort, Grzegorz Ropp i Dionizy Poniatowski.
Jednym z najważniejszych i najbardziej wpływowych utajonych stronników idei powstania antyrosyjskiego był generał Jan August Cichocki, wojskowy dowódca garnizonu miasta Warszawy; do końca nie zdradził się ze swoimi zamiarami przed Rosjanami, którzy do ostatnich chwil przed wybuchem powstania byli przekonani o jego lojalności. Cichocki wraz z generałem Stiepanem Apraksinem przygotował plan obrony ważniejszych punktów miasta na wypadek rewolucji; zgodnie z nim kilka spośród najważniejszych strategicznie budynków w Warszawie (m.in. Arsenał, Zamek Królewski i prochownia) miały być ochraniane przez jednostki polskie, bez udziału jednostek rosyjskich, które wycofano na inne pozycje. Cichockiemu udało się także opóźnić planowaną redukcję etatów w polskich jednostkach, co przyczyniło się do późniejszych polskich sukcesów. W tym samym czasie ideę powstania przeciwko Rosjanom wśród mieszczan promowali także starsi warszawskich cechów: mistrz szewski Jan Kiliński, mistrz kowalski Jan Mariański i mistrz rzeźnicki Józef Sierakowski.
Mimo ożywionych przygotowań po obu stronach i zbliżającej się konfrontacji, król Stanisław August pozostał zupełnie bierny, a nadciągające wypadki rozegrały się bez jakiegokolwiek wsparcia – czy przeciwdziałania – z jego strony.

## Siły stron
Jako że znaczną część sił polskich uczestniczących w insurekcji stanowiły nieregularne milicje oraz jednostki regularnego wojska w różnych stadiach demobilizacji, dokładna liczba żołnierzy walczących w insurekcji jest trudna do oszacowania. Jednocześnie zachowały się listy żołdu rosyjskiego garnizonu, dzięki czemu możliwe jest dość precyzyjne oszacowanie liczby żołnierzy, jakich do swojej dyspozycji miał Igelström.

### Dowódcy
Formalnie dowódcą wszystkich sił polskich był hetman Piotr Ożarowski. Jednak jako stronnik Targowicy przeciwdziałał planom spiskowców, dlatego na przebieg walk miał znikomy wpływ. Ani on, ani członkowie Związku Rewolucyjnego nie dowierzali też dowódcy garnizonu warszawskiego, gen. Janowi Augustowi Cichockiemu, którego stosunek do idei powstania nie jest jasny. Z zachowanych źródeł nie jest też jasne kto przygotował plan insurekcji i wydaje się prawdopodobne, że strona polska przystępowała do niej bez głównodowodzącego, który miałby koordynować całość działań. Pod koniec pierwszego dnia walk rolę tę zaczął pełnić gen. Stanisław Mokronowski.
Dowództwo po stronie rosyjskiej trzymał w swoim ręku ambasador Igelström, pełniący jednocześnie funkcję generała en chef wszystkich wojsk rosyjskich stacjonujących w Rzeczypospolitej. Próbował on później zrzucić winę za bieg wypadków na swojego zastępcę, gen. Zubowa, jednak współcześni historycy są zgodni, że to Igelström do ostatnich chwil próbował osobiście dowodzić wszystkimi oddziałami zaangażowanymi w walkę, co nie powiodło się wskutek odcięcia ambasady rosyjskiej od reszty miasta.

### Wojska polskie

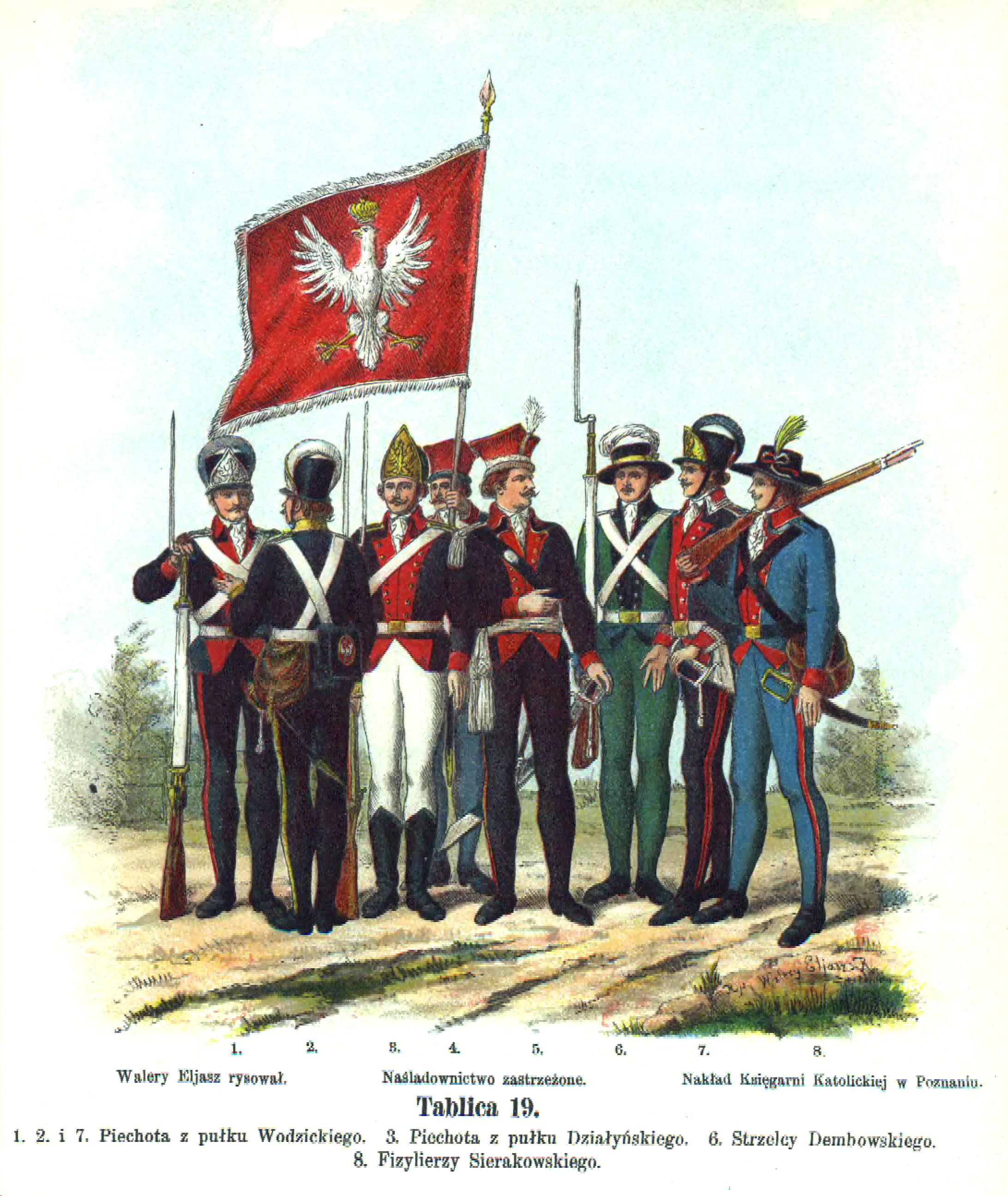
Piechur z 10. Regimentu Pieszego (3. od lewej) w otoczeniu żołnierzy w mundurach 2. Regimentu Pieszego (1., 3. i 7.), 4. Batalionu Strzelców Celnych (6.) i 5. Regimentu Fizylierów (z prawej). Ilustracja autorstwa Walerego Eljasza

Dokładna liczba żołnierzy biorących udział w insurekcji po stronie polskiej jest trudna do oszacowania, a pomiędzy szacunkami podawanymi przez różnych autorów występują rozbieżności. Zdaniem Kazimierza Bartoszewicza polskie siły regularne obejmowały ok. 3000 pieszych oraz 150 konnych z różnych jednostek. Z kolei Wojciech Kępka-Marianski ocenia, że cały garnizon Warszawy liczył ok. 3900 żołnierzy, choć po odjęciu urlopowanych i chorych nie mogło to być więcej, niż 3500. Największym oddziałem walczącym po polskiej stronie był Regiment Gwardii Pieszej z 950 lub 1041 bagnetami. Regiment stacjonował w koszarach na Faworach, w pewnym oddaleniu od miasta, a do jego zadań należało ochranianie m.in. Zamku Królewskiego i kilku innych strategicznie ważnych obiektów. Stacjonujący w Zamku Ujazdowskim 10. Regiment Pieszy miał zostać zredukowany do 600 bagnetów, jednak w chwili wybuchu insurekcji w kwietniu 1794 wciąż mógł wystawić 850 bagnetów. Trzecią z większych regularnych jednostek stacjonujących w Warszawie był likwidowany 5. Regiment Fizylierów, którego dwie kompanie (roty) w sile 248 ludzi stacjonowały w Arsenale.
Poza tymi trzema regimentami w walkach po polskiej stronie wzięły udział elementy wielu jednostek wojskowych w różnych stopniach demobilizacji, wśród nich dowodzony przez majora Jana Poniatowskiego spieszony oddział z 4. Regimentu Straży Przedniej w sile 49 szabel, 331 szabel Pułku Ułanów Królewskich płk. Stanisława Koeniga i 364 z potężnego niegdyś Regimentu Gwardii Konnej płk. Dionizego Poniatowskiego. Na Pradze, po wschodniej stronie Wisły, stacjonowało 680 żołnierzy i 337 koni królewskich szwadronów ułańskich oraz 208 żołnierzy Batalionu Pontonierów płk. Jana Gislera. Te ostatnie jednostki w pierwszych godzinach powstania sforsowały rzekę i wzięły udział w walkach, musiały jednak pozostawić konie na drugim brzegu i kawalerzyści walczyli w szyku pieszym.
Pod względem organizacyjnym polskie wojska piesze stanowiły dwa niepełne bataliony Gwardii Koronnej, dwa bataliony z Regimentu Działyńskiego i rota (od 140 do 200 ludzi) gwardii węgierskiej z Chorągwi Marszałkowskiej. Artylerię i wojska inżynieryjne reprezentowały trzy roty kanonierów, dwie fizylierów i osiemdziesięciu saperów. Kawalerię z kolei stanowiły trzy roty Komisji Skarbowej, cztery szwadrony Gwardii Konnej, dwa Kawalerii Narodowej i trzy ułanów królewskich.
Kazimierz Bartoszewicz w swojej monografii insurekcji ocenia, że w rozmaitych milicjach i innych jednostkach paramilitarnych służyło nie więcej niż 3000 osób, a prawdopodobnie liczba ta była dużo mniejsza, między 1500 a 2000. Z kolei Wojciech Kępka-Marianski ocenia ich liczbę na pomiędzy 15 a 20 tysięcy (spośród ok. 25 tysięcy wszystkich mieszczan zdolnych do noszenia broni), podobne liczby podaje Wacław Tokarz, jednak Andrzej Ajnenkiel uznaje je za przesadzone i ocenia, że cywilów biorących udział w walkach było nie więcej, niż 10 tysięcy. W każdym razie wielu spośród nich było w istocie zdemobilizowanymi weteranami rozmaitych polskich oddziałów, którzy po odesłaniu ze służby pociągnęli do stolicy w ślad za swoimi jednostkami. Wśród walczących milicjantów znaczny udział mieli także Żydzi, choć faktyczna liczba uczestników walk wyznania mojżeszowego jest niemożliwa do ustalenia.

### Wojska rosyjskie
Formalnie liczebność rosyjskiego garnizonu stolicy Rzeczypospolitej wynosiła 11 750 żołnierzy, w tym 1500 szabel i przynajmniej tysiąc artylerzystów obsługujących 39 dział, a także bliżej niesprecyzowana liczba kozaków. Ze względu jednak na powszechną w rosyjskiej armii i służbie cywilnej korupcję bataliony piechoty, których stan etatowy wynosił 960 żołnierzy, w praktyce rzadko miały więcej niż 500. Po insurekcji w budynku ambasady rosyjskiej znaleziono listę płac opublikowaną następnie na łamach „Gazety Wolnej Warszawskiej”. Zgodnie z nią Igelström dysponował 7948 ludźmi pod bronią, 1041 końmi i 34 działami. Większość stanowili żołnierze Syberyjskiego i Kijowskiego Pułku Gwardii. Rosyjski dowódca mógł także liczyć na wsparcie pruskiego oddziału generała Friedricha von Wölcky’ego, stacjonującego między Powązkami a Marymontem i liczącego 1500 żołnierzy i 4 działa. Nie wziął on jednak udziału w walkach.
Choć wojska rosyjskie miały ogromną przewagę nad regularną armią polską pozostałą w Warszawie po wojnie 1792 roku, w praktyce rosyjskie oddziały rozsiane były po całym mieście, gdzie ochraniały rozmaite składy, magazyny i rezydencje oficerów. Co więcej, wydane im rozkazy na wypadek wybuchu zbrojnego powstania były często sprzeczne, nie uwzględniały też możliwości walki przeciwko regularnym jednostkom armii polskiej.

## 17 kwietnia

### Wybuch insurekcji
Gdy polscy spiskowcy odkryli plan biskupa Kossakowskiego, by w Wielką Sobotę przeprowadzić masowe aresztowania w kościołach, zadecydowano o przyspieszeniu przygotowań i rozpoczęciu akcji zbrojnej niezwłocznie. W Wielką Środę polski garnizon miasta w tajemnicy pobrał ładunki prochowe i amunicję do dział i muszkietów, a nocą polskie jednostki rozlokowano w strategicznych punktach miasta, wbrew uzgodnionemu wcześniej z Rosjanami podziałowi. Dowódcy rosyjscy zdawali sobie sprawę z przygotowań do powstania i ich wojsku także wydano dodatkową amunicję.
O 03:30 w nocy około 20 polskich dragonów opuściło Koszary Mirowskie i wyruszyło w kierunku Ogrodu Saskiego. Napotkawszy niewielki rosyjski posterunek z dwoma działami ustawiony przy Żelaznej Bramie, dragoni przeszli z marszu do szarży i zdobyli działa. Wkrótce potem reszta Regimentu Gwardii Konnej opuściła koszary i wyruszyła w dwóch grupach: jedna w kierunku rogatek Wolskich na zachodnich przedmieściach, a druga w stronę Arsenału, gdzie rosyjskie jednostki przygotowywały się do wzięcia składu broni i amunicji siłą. W tym czasie do załogi Arsenału dołączył także niewielki oddział pontonierów i spieszonej Kawalerii Narodowej pod dowództwem pułkownika Jana Jerzego Giesslera, który przeprawił się był przez Wisłę wcześniej tej samej nocy.

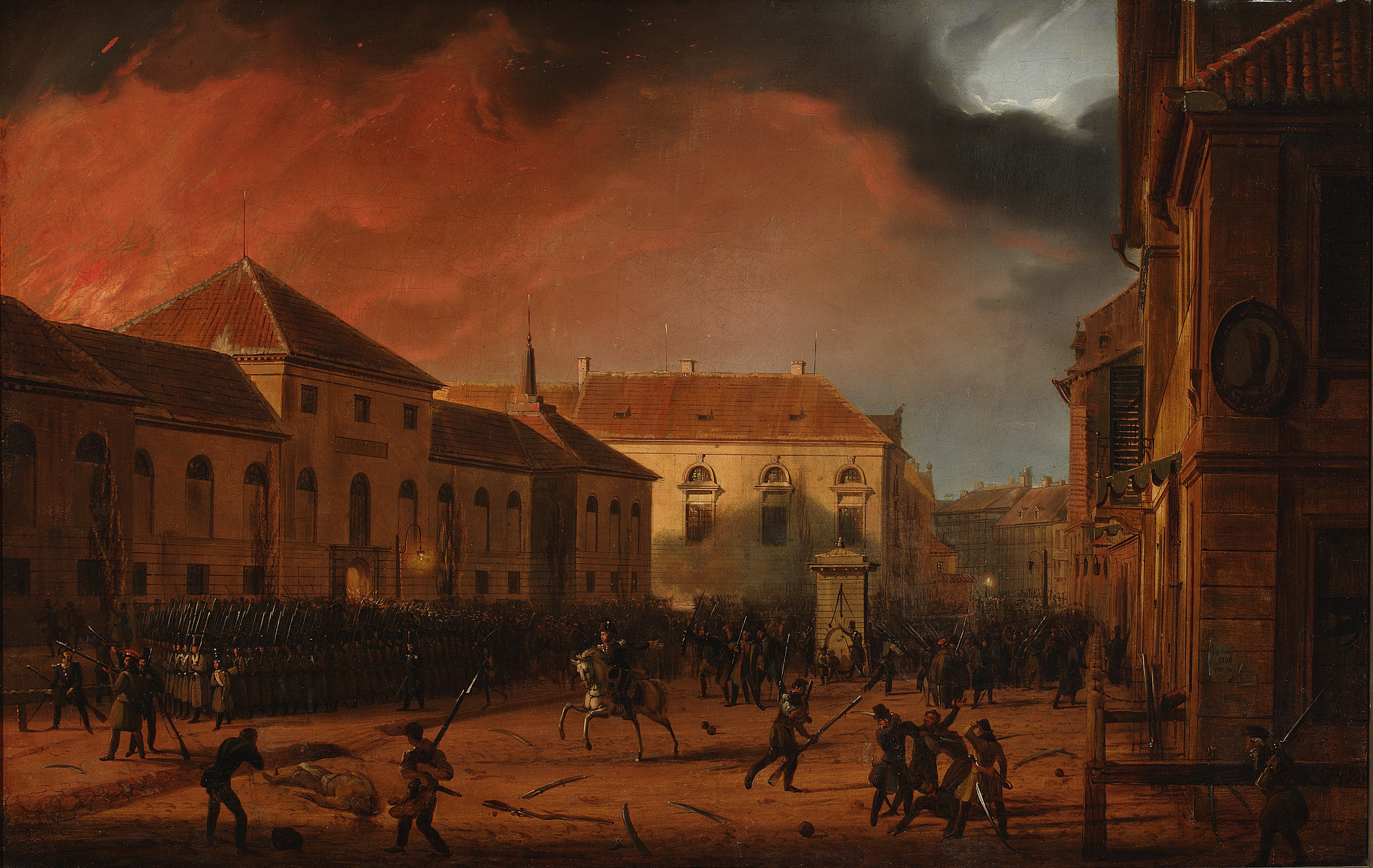
W czasie insurekcji ciężkie walki toczyły się o kontrolę nad Arsenałem Królewskim (po lewej). Miejsce to było także sceną ciężkich walk 35 lat później, podczas powstania listopadowego. Obraz Marcina Zaleskiego przedstawia wzięcie Arsenału podczas nocy listopadowej, czyli pierwszego epizodu powstania listopadowego

O 05:00 rozpoczęło się planowane przez Rosjan natarcie na Arsenał, jednak niespodziewany opór ze strony przygotowanych polskich obrońców sprawił, że szturm szybko się załamał. Wkrótce po pierwszych strzałach załoga Arsenału rozpoczęła także rozdawanie broni i amunicji chętnym mieszkańcom Warszawy, których coraz większy tłum zbierał się w okolicy, i którzy zasilili szeregi obrońców. Obrona Arsenału pokrzyżowała plany Rosjan, jednak plan Polaków by uderzyć z zaskoczenia na rosyjskich żołnierzy na ulicach miasta, a nie w ich koszarach czy punktach oporu również się nie powiódł, przepadł także element zaskoczenia. Wobec tego spod Arsenału ruszyły w miasto mniejsze oddziały z zadaniem likwidowania napotkanych placówek rosyjskich nim rosyjskie dowództwo w pełni zda sobie sprawę z rozmiaru powstania. Jeden z takich oddziałów, uzbrojony w dwa działa, przebił się przez Stare Miasto na plac Krasińskich, dwie inne grupy wyruszyły ulicą Długą. Ich działania rozniosły wieść o powstaniu po całym mieście. Do 06:30 regularne oddziały polskie toczyły walki z wojskiem rosyjskim na Nalewkach i Kłopot. Na Bonifraterskiej około 07:00 batalion majora Wasyla Titowa został zaatakowany przez Gwardię Pieszą; bronił się przez cztery godziny, jednak ostatecznie z resztą ludzi wycofał się na Powązki pod opiekę stacjonujących tam wojsk pruskich. Ciężkie walki wywiązały się także na Lesznie, gdzie u stóp kościoła Karmelitów Rosjanie ponieśli ciężkie straty. Ostatecznie po kilku godzinach zaciekłych walk większość walczących tam rosyjskich szeregowych poddała się do niewoli, a oficerów chcących kontynuować walkę wybito do nogi.
Początkowe potyczki i fiasko planów obu walczących stron spowodowały ogromny chaos w ich szeregach, tym większy, że nie wszystkie oddziały otrzymały właściwe rozkazy i nie wszystkie zostały powiadomione o zamierzeniach dowódców. Jedną z takich zagubionych jednostek był oddział Regimentu Gwardii Pieszej, który przebił się przez ogarnięte walkami ulice na dziedziniec Zamku Królewskiego, gdzie jego dowódca postanowił czekać na dalsze rozkazy. Gdy do zgromadzonych tam żołnierzy wyszedł król Stanisław August, ci złożyli ślubowanie, że będą bronić jego osoby do ostatka, jednak na odgłos strzelaniny na ulicy Miodowej większość oddziału opuściła dziedziniec i dołączyła do wojsk powstańczych . Rosyjskie wojska odparte spod bram Arsenału również wycofały się na Miodową, gdzie zebrały się przed zajmowanym przez Igelströma Pałacem Młodziejowskich. Wprawdzie uderzył na nie od strony Pałacu Krasińskich niewielki oddział polskiej piechoty, ale Rosjanom udało się odeprzeć atak, wybić polską jednostkę i nieco przywrócić dyscyplinę. Dowódcom rosyjskim nie udało się jednak w pełni opanować chaosu we własnych szeregach, bowiem kwatera na Miodowej została odcięta od reszty miasta i otoczona przez polskie wojska. Tym samym Igelström utracił możliwość wezwania na pomoc stacjonujących poza śródmieściem oddziałów, stracił też jakąkolwiek możliwość komunikacji z pozostałymi jednostkami rosyjskimi toczącymi walki w Warszawie; sparaliżowało to kompletnie rosyjski scentralizowany system dowodzenia, który opierał się na bezpośrednich rozkazach od Igelströma.
Do 07:00 sytuacja nieznacznie się wyklarowała, a chaotyczne z początku walki na Miodowej przerodziły się w regularną bitwę szeregów piechoty: Rosjanie ponawiali natarcia w rejonie Arsenału, sami jednocześnie byli atakowani w rejonie pałacu Igelströma. Trzy rosyjskie grupy bojowe, o sile około batalionu każda, zaatakowały Arsenał z trzech stron: od Tłomackiego, wzdłuż Miodowej i od strony ulicy Franciszkańskiej. Wszystkie trzy szturmy odparto z ciężkimi stratami po obu stronach, jednak polskie kontruderzenia wzdłuż Miodowej, Senatorskiej, Leszna i Podwala również nie przyniosły rozstrzygnięcia.

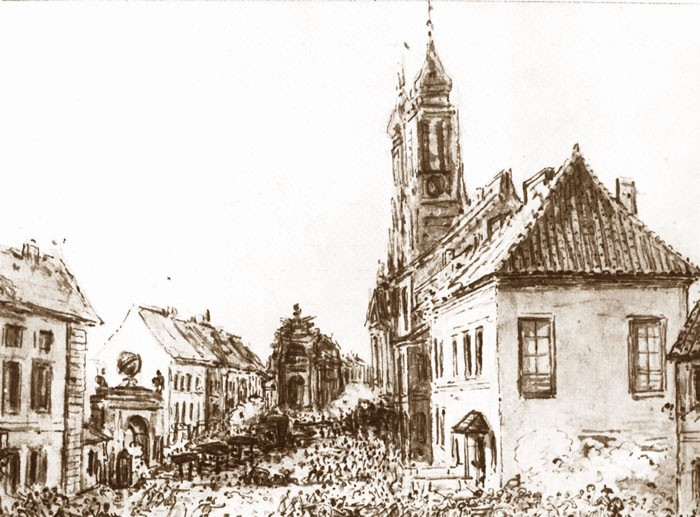
Świadkiem walk był Jan Piotr Norblin (1740–1830), pochodzący z Francji polski malarz, który uwiecznił insurekcję na serii szkiców i obrazów

Atak w rejonie Leszna miał za zadanie zniszczyć rosyjski batalion piechoty zajmujący pozycje przed kościołem Karmelitów. Po trwających kilka godzin zaciekłych walkach Rosjanie wycofali się do wnętrza kościoła, gdzie walki trwały jeszcze przez jakiś czas. Ostatecznie większość żołnierzy rosyjskich poddała się, jedynie niewielki oddział złożony głównie z oficerów kontynuował opór we wnętrzu kościoła i został wybity do ostatka.

### Bitwa na Trakcie Królewskim
Tymczasem o 06:00 polski 10. Regiment Pieszy pułkownika Filipa Haumana opuścił kwatery w Zamku Ujazdowskim na południe od miasta i rozpoczął marsz w kierunku Zamku Królewskiego. Jako że do tego czasu w szeregach Rosjan zapanował chaos, pułkowi udało się dotrzeć do skrzyżowania Nowego Światu ze Świętokrzyską bez oporu ze strony mijanych posterunków rosyjskich, których dowódcy nie mieli rozeznania w sytuacji w mieście i czekali na rozkazy. Polską jednostkę zatrzymał dopiero na Krakowskim Przedmieściu liczący przynajmniej 600 ludzi i uzbrojony w pięć dział oddział generała Wasilija Miłaszewicza, wspomagany przez niewielki oddział kawalerii księcia Fiodora Gagarina. Rosyjski oddział zajął dogodne i dobrze umocnione pozycje po obu stronach ulicy: w Pałacu Kazimierzowskim oraz przed kościołem św. Krzyża. Pułkownik Hauman rozpoczął rozmowy z dowódcą rosyjskiej jednostki próbując wynegocjować przejście i tłumacząc, że nie ma zamiaru brać udziału w jakiejkolwiek rewolucji, a chce jedynie bronić ze swym oddziałem króla. Rozmowy jednak przeciągały się, a ok. 08:00 załamały się ostatecznie.
Polacy ruszyli więc do szturmu na rosyjskie pozycje, jednak w wyniku ataku polski pułk został odparty i częściowo rozproszony. Jeden z jego oddziałów pod dowództwem majora Stanisława Lipnickiego znalazł schronienie w murach kościoła Dominikanów Obserwantów, gdzie stawił opór ścigającym go jednostkom rosyjskim. Inny pododdział porucznika Sypniewskiego przebił się do Pałacu Branickich, jeszcze innym udało się przebić opłotkami w stronę Starego Miasta, na tyły rosyjskich pozycji. W tej sytuacji, choć rosyjski oddział bezsprzecznie wygrał potyczkę, znalazł się w krzyżowym ogniu i został otoczony przez jednostkę, którą niedługo wcześniej rozgromił. Na polu bitwy, na tyłach Rosjan pojawił się też niewielki acz głośny oddział cywilów pod dowództwem Kilińskiego, na co wszystkie rozproszone oddziały Działyńczyków przypuściły ponowny szturm na pozycje rosyjskie.
W wyniku bodaj najkrwawszego epizodu insurekcji rosyjski oddział został wybity niemal doszczętnie, generał Miłaszewicz został ciężko ranny i dostał się do niewoli przy próbie wyprowadzenia ocalałych żołnierzy w stronę Pałacu Kazimierzowskiego, a książę Gagarin zginął w okolicach Kuźni Saskiej, zaatakowany wraz z ostatnimi pozostałymi przy życiu konnymi przez uzbrojonych cywilów. Po tym zwycięstwie 10. Regiment uporządkował szyki i około południa pomaszerował w szyku pod Zamek Królewski, gdzie wziął jeszcze udział w walkach z mniejszymi oddziałami na Starym Mieście. Walkę na Krakowskim Przedmieściu uznaje się za punkt zwrotny insurekcji, po tej klęsce siły rosyjskie utraciły inicjatywę.

### Śródmieście po południu

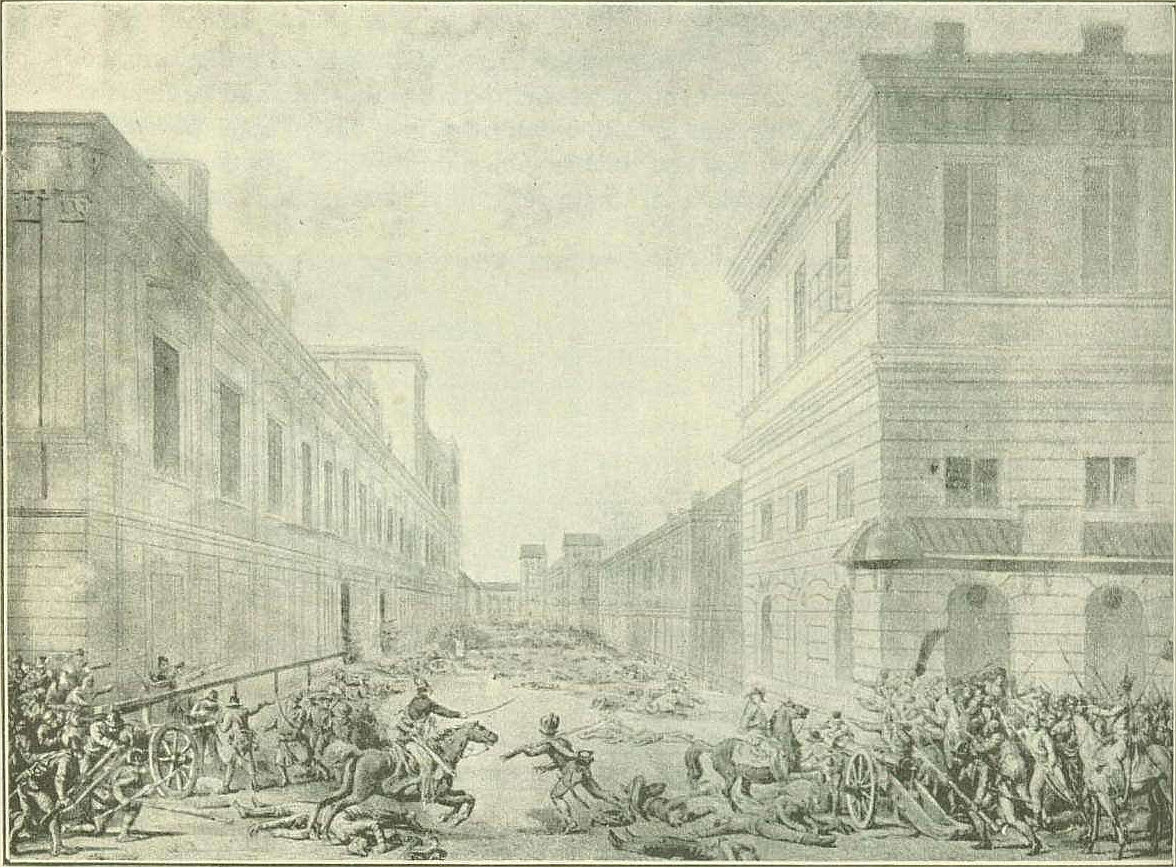
Walki na Miodowej u zbiegu z Krakowskim Przedmieściem, szkic Jana Piotra Norblina z 1794 roku

Zwycięstwo 10. Regimentu znaczyło punkt zwrotny w historii insurekcji, bowiem złamało morale jednostek rosyjskich na południowych obrzeżach miasta. W godzinach popołudniowych walki wokół kwatery Igelströma toczyły się jednak nadal, i to z nie mniejszą intensywnością; trwały również ciężkie walki o kontrolę nad Arsenałem i ulicą Miodową, a obie strony ściągały posiłki z całego miasta.
Przy Miodowej piechota rosyjska broniła się zaciekle. Choć zmuszono ją do odwrotu w stronę kościoła Kapucynów, udało jej się zatrzymać ataki Polaków. Wkrótce jednak Polacy wtoczyli do krużganków klasztoru armatę i rozpoczęli ostrzał górnych pięter, a w celach klasztornych rozgorzała gwałtowna walka na bagnety. Jak odnotowuje Kazimierz Bartoszewicz, na koniec dnia cały klasztor był pełen trupów, ze schodów krew płynęła strumieniami. Wypad rosyjski zdobył też Pałac Borchów, przez ostrzeliwaną ulicę nie dotarły jednak do niego posiłki. Rosjanie opanowali też gmach Pałacu Krasińskich, z którego okien polska piechota raziła wcześniej Rosjan zgromadzonych na ulicy. Ogród pałacowy pozostał jednak w polskich rękach i stał się polem zaciekłych walk o kontrolę nad tym terenem. Naoczny świadek wydarzeń, służący w rosyjskiej armii niemiecki poeta Johann Gottfried Seume pisał później, że na dziedzińcu rosyjskiego poselstwa od dymów prochowych nie widać było niczego na szerokość dłoni.
W innych częściach miasta wojska rosyjskie przeszły do defensywy i broniły izolowanych punktów oporu zorganizowanych naprędce w pałacach i kamienicach. Jedną z takich redut był położony nad samą Wisłą dom Szanowskiego na Powiślu, gdzie niewielka grupa Rosjan broniła się przed atakami 10. Regimentu do późnego popołudnia. W nieodległych Łaźniach Kwiecińskiego dwie kompanie rosyjskiej piechoty pod dowództwem majora Mayera z pomocą dwóch dział broniły się w okrążeniu przez cały dzień. Po ponawianych przez 10. Regiment szturmach Mayerowi zostało ledwie 80 ludzi zdolnych do noszenia broni, z połową z nich rosyjski dowódca zdołał pod osłoną nocy przeprawić się na drugą stronę Wisły za pomocą znalezionej na brzegu krypy. Do wieczora zlikwidowano także punkty oporu w kamienicy przy ulicy Dunaj, w domu przy rogu Mazowieckiej i Świętokrzyskiej i w tzw. Domu Gdańskim powstałym z przebudowy dawnego Barbakanu przy Nowomiejskiej. Walki trwały też na Elektoralnej, Podwalu, Freta i Świętojerskiej, gdzie walczył oddział milicji dowodzony przez rzeźnika Józefa Sierakowskiego.
Tymczasem król wraz z niektórymi członkami Targowicy schronił się na zamku. W otoczeniu Stanisława Augusta Poniatowskiego znaleźli się m.in. Piotr Ożarowski, Józef Ankwicz, wielki marszałek koronny Fryderyk Józef Moszyński i brat króla, Kazimierz Poniatowski. Z zamku próbowali odzyskać kontrolę nad miastem, jednak bez powodzenia. Poniatowski posłał w miasto dwóch zaufanych ludzi: Ignacy Wyssogota Zakrzewski mianowany został prezydentem Warszawy i miał przywrócić spokój na ulicach, z kolei generała Stanisława Mokronowskiego mianował głównodowodzącym wszystkich sił polskich w mieście, licząc że ten zakończy walki uliczne. Obaj jednak przyłączyli się do powstania.

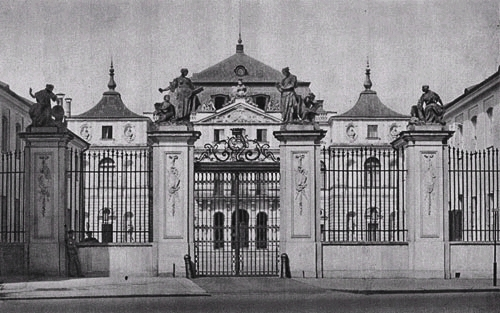
Dziedziniec warszawskiego pałacu Brühla był sceną jednego z najdziwniejszych epizodów Insurekcji, podczas którego niewielki polski oddział pokonał wielokrotnie silniejsze siły rosyjskie bez strat własnych

### Kontratak rosyjski
W tym czasie generał Iwan Nowicki zgromadził wokół siebie na zachodnim krańcu Alej Jerozolimskich niemal połowę rosyjskich sił. Wystraszywszy się rewolucji, Nowicki wycofał od 2500 do 4.000 żołnierzy z różnych części miasta bez jednego wystrzału. Zgromadził wokół siebie m.in. wszystkie jednostki, których zadaniem było opanowanie południowych i zachodnich rejonów Warszawy. Wśród sił Nowickiego były m.in. obsadzające wcześniej rogatki Wolskie oddziały podpułkownika Kasztalińskiego, IV batalion jegrów jekaterynosławskich podpułkownika von Klugena ściągnięty z Alej Ujazdowskich, cztery szwadrony szwoleżerów charkowskich (dwa pod dowództwem Aleksandra Igelströma, krewnego ambasadora, ściągnięte z Nowego Światu oraz dwa Siergieja Kamieniewa z ulicy Twardej), a także sześć rot grenadierów majora Karla von Baggovuta z Grzybowa. Dołączyły do nich także niedobitki oddziałów Nowickiego i Gagarina, którym udało się wydostać z miasta po klęsce na Trakcie Królewskim.
Nowicki początkowo planował uciec z miasta, jednak po kilku godzinach wahania, około 15:00, ostatecznie posłał Igelströmowi na odsiecz oddział w sile 3000 ludzi i 10 bądź 16 dział. Dla strony polskiej był to moment olbrzymiego zagrożenia, bowiem do walki dołączał duży, wypoczęty i dobrze wyposażony oddział przeciwnika. Jednocześnie rozpoczął się kolejny skoncentrowany szturm na Arsenał dowodzony przez generała Borisa Tiszczewa, z kolei od strony Nowego Miasta w stronę Miodowej zaczął przebijać się oddział w sile ok. 1000 bagnetów.
Kolumna Nowickiego przekroczyła Marszałkowską i bez przeszkód dotarła do Ogrodu Saskiego i ulicy Królewskiej. Tam napotkała niewielki oddział polskiej milicji uzbrojonej w jedno lub dwa działka, dowodzony przez kapitana artylerii Jacka (Hiacynta) Drozdowskiego i byłego oficera 13. Regimentu Felicjana Kralewskiego. Polski oddział wypalił ze swojego działa od czoła kolumny i rozpoczął powolny, zorganizowany odwrót przez dziedziniec Pałacu Saskiego, następnie przez Plac Saski, by wreszcie zatrzymać się na dziedzińcu Pałacu Brühla na jego północnym krańcu, cały czas ostrzeliwując rosyjską kolumnę. Mimo miażdżącej przewagi liczebnej, ogniowej i technicznej, rosyjski dowódca nie wydał żadnych rozkazów i jego wojsko początkowo trwało pod ogniem, nie odpowiadając na niego. Rosjanie ograniczyli się do ostrzeliwania polskich pozycji z dwóch cięższych dział; udało im się wybić obsługę obu polskich dział, jednak szybko zastąpili ją milicjanci i sam Drozdowski. Wkrótce Nowicki utracił kontrolę nad swoimi żołnierzami, którzy rozpierzchli się po niebronionym przez nikogo Pałacu Saskim rabując sprzęty, kosztowności i zgromadzony w piwnicach alkohol. Przez niemal trzy godziny oddział Drozdowskiego kontynuował ostrzał Rosjan, nie będąc atakowanym. Ostatecznie mjr. von Baggovut poderwał do szturmu na bagnety dwie swoje roty, jednak Rosjanie zalegli około 40 metrów od pozycji powstańców pod silnym ogniem od czoła i z otaczających plac Saski domów. Nie udało mu się poderwać swoich żołnierzy do ataku i zmuszony został do odwrotu. W walce na Królewskiej i w okolicach placu Saskiego Rosjanie stracili ogółem 86 żołnierzy zabitych, rannych i zaginionych; były to niewielkie straty, jednak w ich wyniku ucierpiało morale rosyjskiego oddziału. Gdy ostatecznie na Królewskiej pojawił się wracający z Powiśla oddział z 10. Regimentu, Rosjanie rzucili się do panicznej ucieczki w stronę Alej Jerozolimskich, pozostawiając Igelströma swemu losowi. Niezorganizowanej ucieczki nie udało się powstrzymać przy rogatkach Jerozolimskich; masa wojska rosyjskiego ruszyła przez Raszyn do Karczewa, gdzie Rosjanie zawczasu przygotowali niewielki obóz warowny na wypadek konieczności ucieczki z miasta.

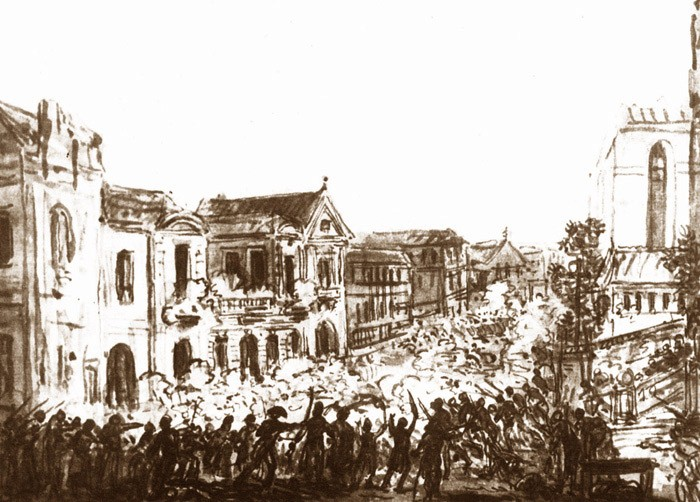
Szturm ambasady rosyjskiej, szkic Jana Piotra Norblina

Niespodziewana klęska i odwrót kolumny Nowickiego umożliwił odparcie pozostałych ataków rosyjskich na Arsenał, na Miodowej i z Nowego Miasta w stronę Bramy Nowomiejskiej. Choć liczącemu ok. 1000 bagnetów oddziałowi udało się przebić na Miodową, stracił blisko połowę stanu i niemal wszystkie działa. Także ataki na Arsenał udało się odeprzeć dzięki fatalnej koordynacji rosyjskich wysiłków: trzy kolumny rosyjskie ruszyły do szturmu z trzech stron, jednak atakowały jedna po drugiej, dzięki czemu polscy obrońcy mogli odpierać je osobno. Pierwsza kolumna pod dowództwem generała Nikołaja Zubowa natarła na obrońców Arsenału ok. 15:00 od strony ulicy Miodowej. Choć podczas ataku eksplodowała jedna z wieżyczek Arsenału, szturm odparto w ciągu pół godziny, nim na miejsce dotarły rosyjskie posiłki. Druga rosyjska kolumna zaatakowała wkrótce potem od strony Ogrodu Krasińskich, jednak powstrzymało ją kilka ukrytych w zaroślach i strzelających kartaczami ogniem na wprost polskich dział. Trzeci batalion Rosjan, dowodzony osobiście przez Tiszczewa, zaatakował od zachodu, od strony Leszna, gdzie jednak powstrzymał go oddział Gwardii Koronnej. W walce większość Rosjan wzięto do niewoli. Ciężko rannego Tiszczewa przeniesiono do Arsenału, gdzie zmarł wkrótce potem.

### Dalsze walki na Miodowej
W tej sytuacji Polacy rozpoczęli atak na pozycje wojsk rosyjskich na Miodowej, skoncentrowanych wokół pałacu Igelströma. Wśród nich znalazł się batalion Johanna Jakoba Pistora, ściągnięty z Marywilu batalion pułkownika Parfieniewa, batalion z Pułku Sybirskiego i drobne oddziały kawaleryjskie brygadiera Baura. Z wyjątkiem wojsk Parfieniewa wszystkie oddziały już wcześniej brały udział w nieudanych szturmach na Arsenał lub próbach otwarcia drogi do Zamku Królewskiego, wszystkie były więc już ostrzelane, ale poniosły też straty. Wojskom polskim udało się zająć kilka domów wzdłuż Senatorskiej i z wyższych pięter ostrzeliwały Rosjan, którzy musieli chronić się we wnętrzu pałacu i położonego po przeciwnej stronie Miodowej kościoła Kapucynów. Przed 16:00 oddziały 10. Regimentu dotarły na Senatorską i z marszu ruszyły do szturmu na budynek rosyjskiego poselstwa, polski atak został jednak krwawo odparty. Celny ogień z okien i dachów pobliskich domów uniemożliwił jednak Rosjanom pościg za uciekającymi Polakami i sytuacja na Miodowej powróciła do stanu wcześniejszego. W tej sytuacji Igelströmowi nie pozostało nic innego, jak tylko czekać na posiłki z zewnątrz, które jednak nie nadciągały.
Po zmroku niewielki oddział majora Titowa przedarł się z Powązek na Miodową, jednak jego przybycie nie zmieniło zasadniczo układu sił. Zwłaszcza że w ciemnościach inne oddziały rosyjskie traciły spójność i wiele z nich próbowało na własną rękę uciekać z oblężonego kwartału. Inne rozbiegały się po zdobytych pałacach plądrując je doszczętnie; wśród ogołoconych z kosztowności jednym z najważniejszych był Pałac Krasińskich.

## 18 kwietnia

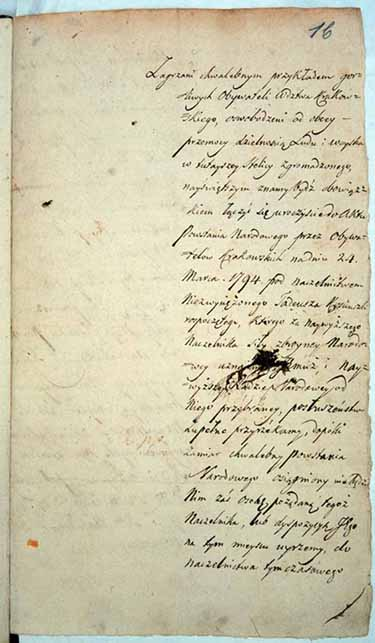
Dokument akcesu miasta Warszawy do powstania kościuszkowskiego podpisany 19 kwietnia 1794

W nocy walki w różnych częściach miasta trwały ze zmiennym nasileniem. Polacy szturmowali izolowane punkty oporu, Rosjanie próbowali wyrwać się z nich poza granice miasta. Wczesnym rankiem 18 kwietnia Mokronowski rozkazał wznowić ataki na główny punkt oporu na Miodowej. Polskie regularne jednostki wojskowe, wsparte przez milicje złożone z uzbrojonych cywilów, ponawiały raz za razem szturmy na dziedziniec pałacu Młodziejowskich. Wszystkie szturmy krwawo odparto, jednak Rosjanie także ponosili w nich poważne straty, we znaki dawał im się także stały ogień nękający prowadzony przez harcowników ulokowanych w oknach i na dachach pobliskich domów.
Do poranka zasięg terenu zajmowanego przez wojska Igelströma obejmował w zasadzie kwartał ograniczony ulicami Długą i Miodową, oraz Pałac Krasińskich i otaczający go ogród. Sam rosyjski dowódca uznał, że dalsza obrona zdewastowanego budynku poselstwa nie ma dalszego sensu i z grupą 400 przybocznych wycofał się do Pałacu Krasińskich. Stamtąd planował przebić się poza miasto, jednak do rana wszystkie ulice wokół wypełnione były polską piechotą i artylerią. Zdając sobie sprawę, że utracił łączność z większą częścią swoich wojsk, a reszta została zamknięta w kotle, o 10:00 Igelström poprosił o pozwolenie na kapitulację.
Gdy Mokronowski zgodził się na zawieszenie broni, Igelström złamał jego warunki i uciekł z oblężonego kwartału do obozu Prusaków na Powązki, a stamtąd dalej do Karczewa. Nie jest jasne ilu dokładnie żołnierzy zdołał wyprowadzić ze sobą dzięki temu fortelowi, większość szacunków wspomina o 300 do 400 ludziach i 8 działach. Gdy tylko zdano sobie sprawę z nieobecności rosyjskiego dowódcy, Polacy wznowili atak na pozycje rosyjskie. Pozostałym w ruinach rosyjskiej ambasady wojskom w końcu skończyła się jednak amunicja i do 17:00 10. Regiment Kalinowskiego wspomagany przez dowodzoną przez Kilińskiego milicję oczyścił kwartał z ostatnich obrońców.
Podczas ostatniego epizodu walk na Miodowej do niewoli wzięto między innymi pułkownika Parfieniewa; z piwnic pod rosyjską ambasadą zdobywcy wydobyli m.in. przetrzymywanych tam bezprawnie więźniów politycznych. Powstańcy zdobyli także tajne archiwum poselstwa obejmujące szczegóły wszystkich operacji rosyjskich na ziemiach polskich od 1763 roku. Wśród znalezionych dokumentów był m.in. rejestr wszystkich polskich urzędników na żołdzie rosyjskim, wielu z nich wkrótce powieszono. W skarbcu ambasadora Rosji znaleziono także 95.000 złotych dukatów.
Zdobycie ambasady wieńczyło sukces insurekcji, wszystkie siły rosyjskie zostały rozgromione lub zmuszone do ucieczki, do końca dnia skapitulowały ostatnie punkty rosyjskiego oporu. Wieczorem 18 kwietnia, po raz pierwszy od wielu dziesięcioleci, stolica Rzeczypospolitej była wolna od wpływów carów Rosji.

## Ofiary
Liczba ofiar po stronie rosyjskiej nie jest do końca jasna, Kazimierz Bartoszewicz pisze o 2265 zabitych i około 2000 rannych, Henry Smith Williams ocenia liczbę zabitych Rosjan na 2000, z kolei Marian Kukiel pisze o 2250 zabitych. Encyklopedia PWN wspomina o tym, że „Igelström stracił ponad 4000 żołnierzy”, jednak liczba ta prawdopodobnie obejmuje także jeńców. Tych ostatnich dostało się do polskiej niewoli około dwóch tysięcy: Bartoszewicz pisze o 1926 jeńcach, w tym 161 oficerów, Kukiel o 1500 jeńcach, Alfred Rambaud i Edgar Saltus oceniają ich liczbę na 2000.
Straty strony polskiej były znacząco mniejsze: straciła od 800 do 1000 zabitych i rannych, straty wśród cywilów i milicji nie przekroczyły 700.
W wyniku walk w stolicy Rzeczypospolitej strona polska zdobyła znaczne ilości sprzętu wojskowego, w tym 2143 karabiny, 507 pistoletów i 3005 pałaszy.

## Epilog

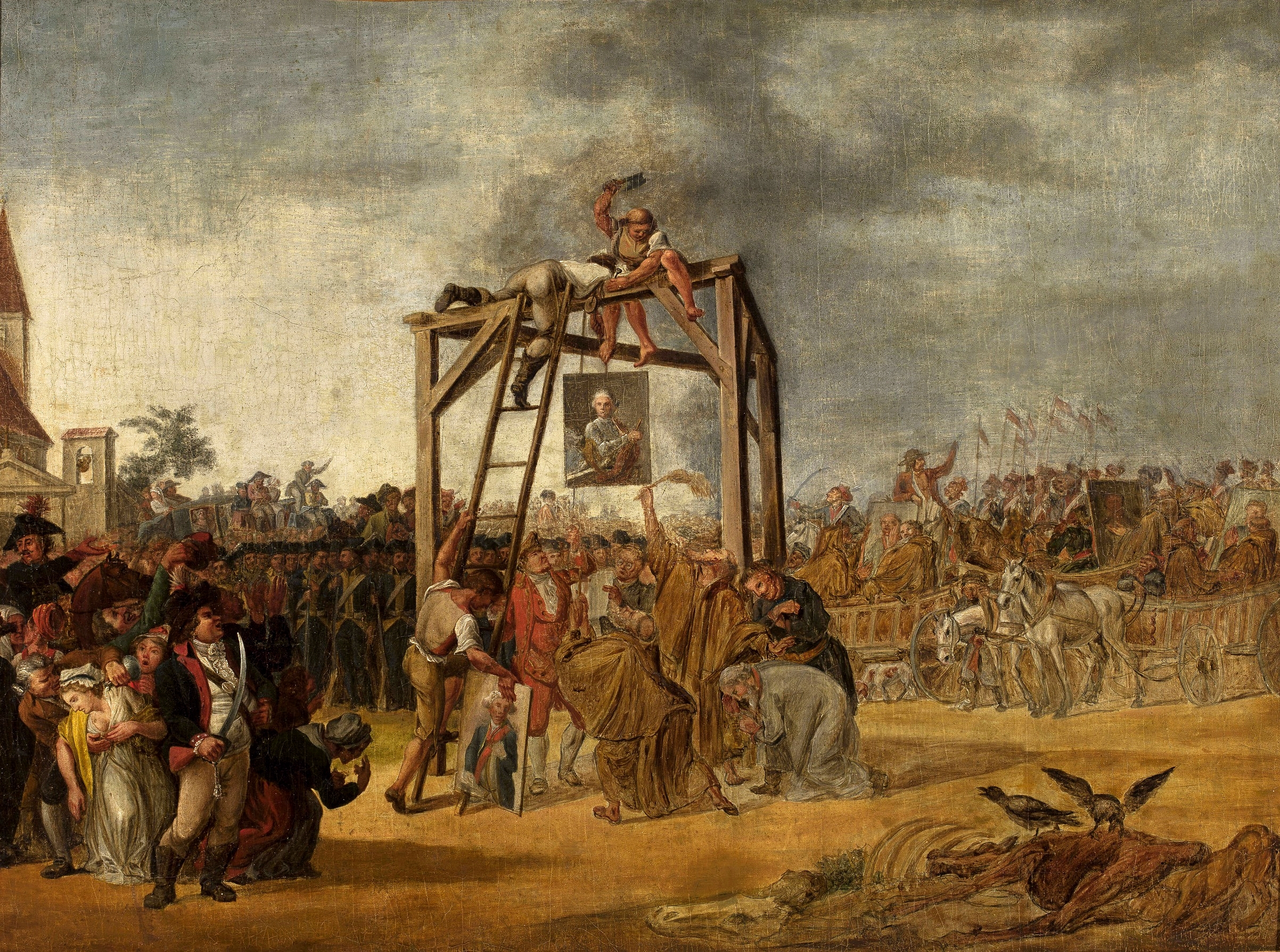
Wieszanie zdrajców, współczesny wydarzeniom obraz Jana Piotra Norblina. Wkrótce po zwycięstwie insurekcji stronnicy Konfederacji Targowickiej odpowiedzialnej za II rozbiór Polski zostali uznani za wrogów publicznych. Jeśli nie zdołano ich pochwycić, wieszano ich in effigie

Zwycięstwo insurekcji w Warszawie było kamieniem milowym dla sprawy Kościuszki, a wieść o nim obiegła wkrótce cały kraj. Ignacy Zakrzewski został obrany głównodowodzącym miasta i jego prezydentem. Generał Mokronowski błagał króla, prywatnie swojego kuzyna, by ten objął przywództwo nad insurekcją, jednak ten za każdym razem odmawiał i ostatecznie władza nad miastem przeszła w ręce Rady Zastępczej Tymczasowej, w skład której weszli Zakrzewski, Kiliński, Józef Wybicki i Mokronowski. Tego ostatniego wkrótce usunięto z jej składu wobec jego konfliktu z Kościuszką. Ostatecznie 27 maja 1794 Rada uległa samorozwiązaniu i przekazała pełnię władzy Radzie Najwyższej Narodowej stworzonej przez Kościuszkę.
Nieco wcześniej, 9 maja, czterech ważnych stronników Targowicy (Józef Ankwicz, Józef Kossakowski, hetman Piotr Ożarowski i hetman Józef Zabiełło) zostało przekazanych Sądowi Kryminalnemu, który skazał ich za zdradę stanu na śmierć przez powieszenie. Wyrok wykonano publicznie i niezwłocznie przed ratuszem na Rynku Starego Miasta. Kilka tygodni później, 28 czerwca wściekły tłum sforsował bramy więzień, wywlókł przetrzymywanych w nich zwolenników Targowicy i dokonał na nich samosądu na ulicach Warszawy. Wśród powieszonych byli biskup Ignacy Jakub Massalski, książę Antoni Stanisław Czetwertyński-Światopełk, ambasador Karol Boscamp-Lasopolski i wielu innych. Szczęsnemu Potockiemu udało się uniknąć złapania, wobec czego w jego miejsce powieszono jego portret.
W toku insurekcji kościuszkowskiej milicja miasta Warszawy urosła do przeszło 20 000 ludzi pod bronią i stanowiła większą część wojsk walczących przeciwko Rosji. Już w kilka dni po zwycięstwie gen. Mokronowski zarządził fortyfikację miasta, w kolejnych tygodniach zarządzono także powołanie milicji, pobór rekruta, a 4 maja mobilizację pospolitego ruszenia na terenie całego Mazowsza.
Wynik rewolucji w Warszawie odbił się szerokim echem w świecie, zwłaszcza w Rosji, gdzie komentowano go szeroko. W następstwie klęski Igelström odwołany został w niesławie z zajmowanych stanowisk, niedługo później jednak caryca dała mu szansę odkupienia swoich win i z czasem powrócił do łask.
W XIX-wiecznej historiografii rosyjskiej insurekcję warszawską przedstawiano w jednoznacznie negatywnym świetle, często wręcz jako masakrę nieuzbrojonych rosyjskich żołnierzy przez żądny krwi tłum. Rosyjski historyk Płaton Żukowicz okrasił swoją relację na temat insurekcji mnóstwem okropnych szczegółów, niemających jednak wiele wspólnego z prawdą: pisał na przykład o nieuzbrojonych rosyjskich żołnierzach mordowanych podczas mszy, mimo że w Warszawie w owym czasie nie było jeszcze prawosławnej cerkwi, a żadne inne źródło nie potwierdza, jakoby rosyjski garnizon nie był uzbrojony. Niemniej klęskę w Warszawie czasem przedstawiano jako wyjaśnienie, bądź też jeden z powodów rzezi Pragi, w której rosyjskie wojska wymordowały od 10 do 20 tysięcy cywilnych mieszkańców Warszawy podczas zdobycia miasta jesienią 1794. 

## Insurekcja warszawska w tradycji i kulturze
Insurekcja jest jedną z bitew upamiętnionych na warszawskim Grobie Nieznanego Żołnierza, wraz z rozegraną w listopadzie bitwą na praskim przedmościu oznaczona jest słowami „Warszawa 17 IV – 4 XI 1794”.
W książce Wieszanie Jarosław Marek Rymkiewicz ze szczegółami opisuje dzieje insurekcji i kilku następujących po niej miesięcy, w szczególności tworząc paralele między egzekucją Ludwika XVI w rewolucyjnym Paryżu, a wieszaniem zdrajców na Rynku Starego Miasta i nigdy niezrealizowanym planem powieszenia także króla Stanisława Augusta, co zdaniem autora mogłoby stanowić swoisty mord założycielski nowego, obywatelskiego narodu polskiego.
W stulecie insurekcji doszło w Warszawie do manifestacji patriotycznej nazwanej Kilińszczyzną.

### Historiografia
Insurekcja, jej przyczyny i skutki stała się tematem wielu prac już wkrótce po jej zakończeniu. Dostępne teksty źródłowe o charakterze pamiętnikarskim obciążone są jednak poważnymi błędami. Mémoires sur la révolution de la Pologne  gen. Johanna Jakoba Pistora, choć dają wierny opis działań wojskowych po stronie rosyjskiej, starają się umniejszyć winę autora za poniesioną klęskę i usprawiedliwić go w oczach współczesnych i potomnych. Autor umniejsza też znaczenie, jakie podczas walk odegrały ochotnicze milicje. Z kolei pamiętniki Jana Kilińskiego znacząco zwielokrotniają ich znaczenie i traktowane są przez historyków jedynie jako źródło pomocnicze, o ograniczonej wiarygodności. Cennym źródłem pierwotnym są także zachowane listy i pamiętniki posłów pruskich i austriackich przebywających w czasie insurekcji w Warszawie. Do współczesności przetrwały także pamiętniki części uczestników wydarzeń, jak anonimowy autor wspomnienia znalezionego wśród papierów gen. Ludwika Kamienieckiego  czy przeciwnik powstania Antoni Trębicki, współcześnie uznaje się je jednak za tendencyjne.
Jednym z najcenniejszych opracowań o insurekcji są prace Wacława Tokarza, a w szczególności jego monografia Insurekcja warszawska: 17 i 18 kwietnia 1794 r.  Autor dotarł do kilkudziesięciu rzadkich źródeł rękopiśmiennych, z których wiele nie przetrwało do współczesności. Wysoką pozycję wśród opracowań mają także prace Andrzeja Zahorskiego   i Stanisława Herbsta .

## Źródła